# 坂本久美子
坂本 久美子（さかもと くみこ、1972年12月13日 - ）は、日本の元バレーボール選手。

## 来歴
福岡県糟屋郡出身。博多女子高等学校時代は全国高等学校バレーボール選抜優勝大会3位。1990年、17歳で日本代表入りしバレーボール世界選手権に出場した。
1991年、ダイエー・オレンジアタッカーズに入部。10年に一人の逸材として期待され一年目よりレギュラーを獲得し活躍したが、その後外国人選手や佐々木みきらとのポジション争いに敗れ、怪我などもありで長らく控え選手に甘んじた。1999年、オレンジアタッカーズ退部。同年デンソーエアリービーズに入団。2001年現役引退。
春高コーチングキャラバンコーチ等で後進の指導に当たった。母校である博多女子高校バレー部のコーチを4年間務めたあと、2011年9月から監督として後輩の指導にあたっている。
2015年より、流通科学大学バレーボール部監督に就任（前任は夏田由美）。

## 経歴
- 全日本代表 - 1990年、1994年、1998年
- 全日本代表としての主な国際大会出場歴
  - 世界選手権 - 1990年

## 所属チーム
- 博多女子高等学校
- ダイエーオレンジアタッカーズ（1991-1999年）
- デンソーエアリービーズ（1999-2001年）